# Zoltán Tarr
Zoltán Tarr (ur. 12 lutego 1972 w Budapeszcie) – węgierski duchowny kalwiński i menedżer, poseł do Parlamentu Europejskiego X kadencji.

## Życiorys
W latach 1986–1990 uczeń gimnazjum im. Józsefa Eötvösa w Budapeszcie. W 1996 został absolwentem teologii kalwińskiej na uczelni Károli Gáspár Református Egyetem, kształcił się też w Princeton Theological Seminary. Został duchownym Węgierskiego Kościoła Reformowanego, w ramach jego synodu był sekretarzem generalnym (2003–2015) i rzecznikiem prasowym (2011–2015). Później zajął się działalnością jako menedżer projektów w branży technologicznej i rolniczej, a także konsultant organizacji pozarządowych.
Na początku kwietnia 2024 wziął udział w antyrządowej demonstracji zorganizowanej przez Pétera Magyara; w trakcie swojego przemówienia krytykował rolę biskupa Zoltána Baloga w aferze dotyczącej ułaskawienia mężczyzny skazanego za tuszowanie przestępstw pedofilskich swojego przełożonego. Wkrótce po tym wystąpieniu utracił zatrudnienie w państwowym przedsiębiorstwie technologicznym (gdzie pracował na podstawie umowy o pracę na okres próbny). Zoltán Tarr dołączył następnie do Partii Szacunku i Wolności Pétera Magyara; otrzymał trzecie miejsce na jej liście w wyborach do Parlamentu Europejskiego w 2024. W wyniku głosowania z czerwca tegoż roku uzyskał mandat posła do Europarlamentu X kadencji.